# TV Pernambuco
TV Pernambuco é uma emissora de televisão brasileira sediada em Caruaru, cidade do estado de Pernambuco. Opera no canal 12 (45 UHF digital) e retransmite a programação da TV Brasil e da TV Cultura. A emissora faz parte da Empresa Pernambuco de Comunicação (EPC), vinculada ao Governo de Pernambuco, que tem retransmissoras espalhadas pelo interior do estado e é responsável pela transmissão de programas culturais e educativos.

## História
A TV Tropical entrou no ar em 28 de novembro de 1984 como afiliada ao SBT, tornando-se a primeira geradora de TV no interior de Pernambuco. A inauguração aconteceu no mesmo dia nos canais 12 VHF de Caruaru e 9 VHF do Recife, através do Sistema Detelpe. Em 1985, depois de um ano no ar, passou a exibir os primeiros programas locais, que incluíam educativos e telejornais.
Em março de 1987, após aprovação do DENTEL, a emissora instala uma retransmissora em Campina Grande, Paraíba, através do canal 5 VHF, que ficou ativa até 1995. No mesmo ano, os proprietários do Sistema Jornal do Commercio de Comunicação, responsável pela TV Jornal (que chegou a suspender transmissões para o interior do estado devido a crise financeira), vendem os veículos componentes para o Grupo JCPM. Os novos proprietários da TV Jornal recolocaram a emissora no ar e anunciam a mudança de afiliação da Rede Bandeirantes para o SBT. Com isto, a TV Jornal troca de afiliação com a TV Tropical e esta torna-se afiliada da Rede Bandeirantes. Em 1988, depois de quatro anos no ar, a emissora mudou de nome e passou a se chamar TV Pernambuco.
Em outubro de 1991, pouco antes da inauguração da TV Tribuna, que assumiu a afiliação com a Band, tornou-se afiliada à Rede Record. Essa parceria persistiu até o ano seguinte, quando trocou a Record pela Rede OM, que em 1993 mudou de nome para CNT. No entanto, a TV Pernambuco não acompanhou esta mudança e trocou a sua programação pela da TV Cultura. Entre 1997 e 1998, voltou a retransmitir os programas da CNT, migrando posteriormente para a Rede 21, e em 2001, para o Canal Futura.
Em 2006, a TV Pernambuco deixou o Futura e passou a transmitir novamente a programação da TV Cultura. Em 2009, encerrou a sua segunda parceria com o canal paulista e passou a transmitir a programação da TV Brasil. 12 anos depois, em 9 de agosto de 2021, a emissora assinou um novo acordo de afiliação com a TV Cultura, voltando a retransmitir a sua programação a partir de 14 de agosto.